# Agent tampon
Un agent tampon est un produit chimique permettant de maintenir constant le pH d'une substance.
Par exemple, dans l'industrie alimentaire, des acides acétique, lactique ou citrique sont ajoutés aux aliments transformés afin de maintenir leur pH.